# Аббас аль-Аккад
Абба́с аль-Акка́д (повне ім'я: Аббас Махмуд аль-Аккад, араб. عباس محمود العقاد, ‘Abbās Maḥmūd al-‘Aqqād, 28 червня 1889, Асуан–— 12 березня 1964, Каїр) — арабський єгипетський письменник, публіцист і літературний критик.

## З біографії та творчості
Аббас аль-Аккад був учасником боротьби за незалежність Єгипту. За антиурядові статті 1930 року був засуджений до тюремного ув'язнення.
Аббас аль-Аккад — автор понад 100 книжок, збірок, статей.
Перша збірка віршів Аббаса аль-Аккада вийшла 1916 року.
До книги «Диван аль-Аккад» (1927) включено вірші чотирьох збірок, що виходили раніше.
Аббас аль-Аккад — автор праць про арабську і світову літературу: «Пам'ять про Гете» (1932), «Ібн ар-Румі» (1950), «Ібн-Рашід» (1953) тощо.

## Джерело
- Українська радянська енциклопедія : у 12 т. / гол. ред. М. П. Бажан ; редкол.: О. К. Антонов та ін. — 2-ге вид. — К. : Головна редакція УРЕ, 1977. — Т. 1 : А — Борона. — 542, [2] с., [38] арк. іл. : іл., табл., портр., карти с., стор. 111